# Улица Александра Невского (Москва)
У́лица Алекса́ндра Не́вского (до 1952 года — Алекса́ндро-Не́вская у́лица, ранее — 5-й Миусский проезд) — улица в Центральном административном округе города Москвы на территории Тверского района. Пролегает между улицами Чаянова и Лесной. Нумерация домов начинается от улицы Чаянова.

## Происхождение названия
Названа в 1952 году в честь князя Александра Ярославича Невского (1220—1263). Предыдущее название — Александро-Невская улица — было дано в 80-х годах XIX века по строящемуся (но недостроенному) собору Александра Невского (у Миусской площади). Прежнее название — 5-й Миусский проезд — дано по находившемуся вблизи Миусскому полю.

## Примечательные здания и сооружения
По нечётной стороне:
- № 1 — жилой комплекс (1985—1990, архитекторы А. Меерсон, Е. Подольская, О. Палей)[4]. Здесь жил конструктор в области ракетно-космической техники В. Ф. Уткин[5].
- № 19—25 — жилой дом. Здесь жили советский и российский политический деятель А. Н. Яковлев[6], писатель А. В. Софронов[7].

По чётной стороне:
- № 2/2 — здание бывшего Пресненского райсовета (архитекторы А. Голубев, Н. Щербаков, 1930 год), ныне — [Департамент финансов г. Москвы.
- № 4 — Дом пионеров Фрунзенского района. Построен в 1960 году на месте снесённого в 1952 году Александро-Невского собора. Ныне — Дворец творчества детей и молодежи «На Миуссах», Детский эстрадный шоу-театр «Триумф», СДЮШОР № 23 «Олимпийский Центр».
- д. 10/1 — бывший городской родильный дом № 6 имени А. А. Абрикосовой (1903—1906) (в 1918—1994 — им. Н. К. Крупской) , архитектор И. А. Иванов-Шиц[8]), построенный на средства, завещанные в 1901 году Агриппиной Александровной Абрикосовой, в девичестве Мусатовой, родившей своему супругу «шоколадному королю» России Алексею Ивановичу Абрикосову 22 ребенка, и освященный 25 мая 1906 года  Архивная копия от 13 января 2012 на Wayback Machine;

## Транспорт
Станции метро:
- «Белорусская» (Кольцевая линия)
- «Белорусская» (Замоскворецкая линия)
- «Маяковская»

Железнодорожный транспорт:
- Белорусский вокзал